# Oest-Loega
Oest-Loega (Russisch: Усть-Луга) is een Russische havenstad gelegen aan de rivier de Loega, op ongeveer 130 kilometer ten zuidwesten van Sint-Petersburg. De haven is het grootste deel van het jaar ijsvrij en geeft toegang tot de Finse Golf, een baai van de Oostzee. Van december tot midden april kan ijs voorkomen waardoor het gebruik van ijsklasse-schepen verplicht is.

## Ontwikkeling
Na het uiteenvallen van de Sovjet-Unie kon of wilde Rusland niet meer vertrouwen op het gebruik van havens of pijplijnen in de voormalige Sovjet-staten en Oostbloklanden. Een programma werd gestart om via eigen Russische havens goederen te exporteren. De haven van Primorsk en Oest-Loega vallen hieronder, maar ook de Nord Stream-pijplijn onder de Oostzee, waarmee tot aan de sabotage van 2022 aardgas direct naar Duitsland werd verpompt.
Voor 1997 was Oest-Loega nog een uitgestrekt en vrijwel onbevolkt moeras- en bosgebied en had de haven geen enkel economisch belang. Mede onder druk van huidig president Vladimir Poetin is de haven van Oest-Loega zich sedert jaren volop aan het ontwikkelen tot de grootste haven van Rusland en een van de tien grootste havens ter wereld. Men hoopt om op die manier de internationale handel in het Oostzeegebied naar zich toe te trekken.
De uitbouw van de haven startte in 2001 en wordt sinds 2004 uitgevoerd door de Belgische reder DEME. Deze voorziet baggerschepen die instaan voor de aanmaak van haventerreinen en aanlegplaatsen.

## Terminals
Anno 2012 telde de haven zes terminals voor onder meer kolen, containers en aardolie en werd er jaarlijks 50 miljoen ton overgeslagen, met de bedoeling om op termijn te komen tot 170 tot 180 miljoen ton per jaar, ongeveer evenveel als de Antwerpse haven.
De vier terminals voor de overslag van specifieke goederen zijn:
Steenkoolterminal
Rosterminalugol werd in 1996 opgericht om een steenkoolterminal in Oest-Loega te bouwen. Deze kwam in 2001 in gebruik en wordt in stappen uitgebreid. In 2006 was de capaciteit zo’n 4 miljoen steenkool op jaarbasis en in 2008 werd dit verhoogd naar 8 miljoen ton. De uiteindelijke capaciteit wordt zo’n 12 tot 15 miljoen ton per jaar. Schepen met een maximale diepgang van 14 meter kunnen aanmeren. Het terrein heeft een oppervlakte van 53 hectare en beschikt over een kade van ongeveer 500 meter lang.
Olieterminal
De olieterminal bestaat uit twee onderdelen, een voor ruwe aardolie en een voor olieproducten. De ruwe aardolie wordt aangevoerd via de Baltisch Pijpleidingsysteem-2. Transneft, de Russische monopolist voor het vervoer van olie via pijplijnen, heeft een minderheidsbelang in de ruwe olieterminal. De terminal maakt het transport via Polen en Wit-Rusland naar de West-Europese afzetmarkt niet meer nodig. Beide terminals kunnen nu per jaar zo’n 25 miljoen ton verpompen. Schepen met een diepgang van 16 meter en een draagvermogen van 120.000 ton DWT kunnen hiervan gebruikmaken. Op termijn is een uitbreiding naar 38 miljoen ton aardolie en 30 miljoen ton olieproducten voorzien.
Zwavelterminal
Deze terminal kwam in 2008 in gebruik en er wordt gewerkt aan plannen om de capaciteit uit te breiden tot 9 miljoen ton zwavel per jaar. De terminal is in handen van European Sulphur Terminal gevestigd in Sint-Petersburg. De zwavel wordt per trein aangevoerd.
Containerterminal
In april 2007 gaf de National Container Company (NCC) (Russisch: Национальная контейнерная компания (НКК)) opdracht voor de bouw van een containerterminal. NCC werd in 2002 opgericht en was het eerste gespecialiseerde containeroverslagbedrijf van Rusland. Naast de terminal in Oest-Loega heeft het bedrijf terminals in de haven van Sint-Petersburg en Riga. In 2011 werd de Oest-Loega Container Terminal in gebruik genomen. Op het terrein van 40 hectare kunnen jaarlijks 440.000 20 voets containers worden verwerkt. Het terrein krijgt een uiteindelijke capaciteit van 3 miljoen TEUs op jaarbasis, een omvang van 140 hectare en dan kunnen er zo’n 80.000 TEUs tijdelijk geplaatst worden. Containerschepen met een capaciteit van maximaal 6.000 TEUs kunnen hier afmeren om te laden en te lossen. Volgens de huidige plannen zal in 2025 de volle omvang worden bereikt.
De grootste onafhankelijke Russische gasproducent Novatek heeft in de haven een raffinaderij. Hier wordt aardgascondensaat omgezet in lichte brandstoffen als nafta, kerosine en diesel. Per jaar kan 6 miljoen ton condensaat worden verwerkt. Het condensaat wordt per trein vanuit de gasprovincie Jamalië aangevoerd. De geraffineerde producten worden in de haven overgeslagen in zeetankers die de eindproducten naar de buitenlandse afnemers vervoeren.

## Overslaggegevens
In 2012 verwerkte de haven 46,6 miljoen ton aan goederen. De drie belangrijkste producten die in de haven werden overgeslagen waren steenkool, bijna 16 miljoen ton, ruwe aardolie, 13 miljoen ton en ten slotte iets meer dan 14 miljoen ton aan olieproducten. Verder werden ruim 165.000 voertuigen via de haven aangevoerd. In 2017 werd voor het eerst meer dan 100 miljoen ton overgeslagen waarna de overslag stabiliseerde.